# Mill Shoals (Illinois)
Mill Shoals es una villa ubicada en el condado de White en el estado estadounidense de Illinois. En el Censo de 2010 tenía una población de 215 habitantes y una densidad poblacional de 104,95 personas por km².

## Geografía
Mill Shoals se encuentra ubicada en las coordenadas 38°14′58″N 88°20′44″O / 38.24944, -88.34556. Según la Oficina del Censo de los Estados Unidos, Mill Shoals tiene una superficie total de 2.05 km², de la cual 2.05 km² corresponden a tierra firme y (0%) 0 km² es agua.

## Demografía
Según el censo de 2010, había 215 personas residiendo en Mill Shoals. La densidad de población era de 104,95 hab./km². De los 215 habitantes, Mill Shoals estaba compuesto por el 99.53% blancos, el 0% eran afroamericanos, el 0% eran amerindios, el 0% eran asiáticos, el 0% eran isleños del Pacífico, el 0% eran de otras razas y el 0.47% pertenecían a dos o más razas. Del total de la población el 0.93% eran hispanos o latinos de cualquier raza.